# Stichophthalma evansi
Stichophthalma evansi är en fjärilsart som beskrevs av Robert Christopher Tytler 1928. Stichophthalma evansi ingår i släktet Stichophthalma och familjen praktfjärilar. Inga underarter finns listade i Catalogue of Life.